# Ironman Brasil Fortaleza
Der Ironman Fortaleza ist eine ehemalige im November stattfindende Triathlon-Sportveranstaltung über die Ironman-Distanz (3,86 km Schwimmen, 180,2 km Radfahren und 42,195 km Laufen).

## Organisation
Veranstalter dieses Triathlons in Fortaleza im Nordosten Brasiliens war Latin Sports mit Sitz in São Paulo, die auch Veranstalter des Ironman Brasil Florianópolis, des Ironman 70.3 Brasil in Brasilia (bis 2015) sowie dem Ironman 70.3 Palmas (ab 2016) und dem Ironman 70.3 Brazil-Paraguay am Itaipú, Ironman 70.3 Rio de Janeiro sind. Insgesamt werden rund 80 Triathlon-, Radsport- und Laufsportveranstaltungen von Latin Sports organisiert.
Für die Nutzung des Markenzeichen Ironman entrichtet Latin Sports Lizenzgebühren an den Inhaber der Markenrechte, die WTC, ein Tochterunternehmen des chinesischen Dalian Wanda Konzerns. In Europa und Nordamerika werden dagegen die Mehrzahl der Veranstaltungen unter den Markenzeichen der WTC direkt von der WTC veranstaltet.
Im Jahr der Erstaustragung wurden im November 2014 hier 75.000 US-Dollar Preisgeld ausgeschüttet. 2015 war der Ironman Fortaleza ein reines Amateurrennen, es wurde weder Preisgeld ausgeschüttet noch wurden an Profi-Triathleten Punkte für eine Qualifikation zum Ironman Hawaii vergeben.
Amateure haben die Möglichkeit, sich am Iracema Beach, einer beliebten brasilianischen Urlaubsregion, schon im November für einen von vierzig hier vergebenen Startplätzen beim Ironman Hawaii des Folgejahres zu qualifizieren. Pro Startplatz für den Ironman Hawaii waren 2015 960 US-Dollar (ink. Servicegebühr, zzgl. Reisekosten und Unterbringung) zu zahlen. 2014 wurden noch fünfzig Startplätze für den Ironman Hawaii angeboten. Bei den letzten beiden Austragungen 2015 und 2016 waren hier keine Profi-Athleten am Start und für 2017 wurde das Rennen nicht mehr verlängert.

## Siegerliste
| Datum         | Männer                           | Männer                   | Männer                | Frauen           | Frauen           | Frauen            |
| Datum         | Erster Platz                     | Zweiter Platz            | Dritter Platz         | Erster Platz     | Zweiter Platz    | Dritter Platz     |
| ------------- | -------------------------------- | ------------------------ | --------------------- | ---------------- | ---------------- | ----------------- |
| 20. Nov. 2016 | José Belarmino Souza Filho       | Felipe Dayrell Silvestre | Gustavo Fleruy Soares | Maria Porrini    | Paula Ponte      | Livia Bustamante  |
| 8. Nov. 2015  | Francisco Sartore Mendes Perez   | Felipe Dayrell Silvestre | Peter Pichnoff        | Rosecler Costa   | Claudia Scaldini | Livia Bustamante  |
| 9. Nov. 2014  | Guilherme Valenza Manocchio (SR) | Eneko Llanos             | Thiago Vinhal         | Haley Chura (SR) | Ariane Monticeli | Jessie Donavan\|} |